# Mnichovo Hradiště
Mnichovo Hradiště är en stad i Tjeckien.   Den ligger i regionen Mellersta Böhmen, i den centrala delen av landet, 60 km nordost om huvudstaden Prag. Mnichovo Hradiště ligger 241 meter över havet och antalet invånare är 8 368.
Terrängen runt Mnichovo Hradiště är platt.Runt Mnichovo Hradiště är det ganska glesbefolkat, med 42 invånare per kvadratkilometer. Närmaste större samhälle är Mladá Boleslav, 13,7 km söder om Mnichovo Hradiště. Trakten runt Mnichovo Hradiště består till största delen av jordbruksmark.